# Pieter Boeser
Pieter Adriaan Aart Boeser (Schellinkhout, 26 juli 1858 - Leiden, 25 februari 1935) was de eerste egyptoloog met een aanstelling aan een universiteit in Nederland.

## Leven en werk
Boeser studeerde egyptologie in Berlijn bij Adolf Erman en Leipzig bij Georg Steindorff en was sinds 1892 onderdirecteur van het Rijksmuseum van Oudheden en conservator van de Egyptische collectie als opvolger van Willem Pleyte. Hij behaalde zijn doctoraat in 1889 met een proefschrift over het leven en de werken van Margaretha Jacoba de Neufville. In 1902 werd Boeser privaatdocent in de egyptologie aan de Rijksuniversiteit Leiden. In 1910 werd zijn aanstelling omgezet in een lectoraat, de eerste leerstoel in de egyptologie in Nederland.
Hij werkte samen met Willem Pleyte aan een catalogus over Koptische manuscripten in het RMO (Manuscrits coptes du Musée d'Antiquités des Pays-Bas à Leide, Leiden, 1897).